# Kanneti Sae Han
 (avril 2021).
La mise en forme du texte ne suit pas les recommandations de Wikipédia : il faut le « wikifier ».
Les points d'amélioration suivants sont les cas les plus fréquents :
- Les titres sont pré-formatés par le logiciel. Ils ne sont ni en capitales, ni en gras.
- Le texte ne doit pas être écrit en capitales (les noms de famille non plus), ni en gras, ni en italique, ni en « petit »…
- Le gras n'est utilisé que pour surligner le titre de l'article dans l'introduction, une seule fois.
- L'italique est rarement utilisé : mots en langue étrangère, titres d'œuvres, noms de bateaux, etc.
- Les citations ne sont pas en italique mais en corps de texte normal. Elles sont entourées par des guillemets français : « et ».
- Les listes à puces sont à éviter, des paragraphes rédigés étant largement préférés. Les tableaux sont à réserver à la présentation de données structurées (résultats, etc.).
- Les appels de note de bas de page (petits chiffres en exposant, introduits par l'outil «  Source ») sont à placer entre la fin de phrase et le point final[comme ça].
- Les liens internes (vers d'autres articles de Wikipédia) sont à choisir avec parcimonie. Créez des liens vers des articles approfondissant le sujet. Les termes génériques sans rapport avec le sujet sont à éviter, ainsi que les répétitions de liens vers un même terme.
- Les liens externes sont à placer uniquement dans une section « Liens externes », à la fin de l'article. Ces liens sont à choisir avec parcimonie suivant les règles définies. Si un lien sert de source à l'article, son insertion dans le texte est à faire par les notes de bas de page.
- La présentation des références doit suivre les conventions bibliographiques. Il est recommandé d'utiliser les modèles {{Ouvrage}}, {{Chapitre}}, {{Article}}, {{Lien web}} et/ou {{Bibliographie}}. Le mode d'édition visuel peut mettre en forme automatiquement les références.
- Insérer une infobox (cadre d'informations à droite) n'est pas obligatoire pour parachever la mise en page.

Pour une aide détaillée, merci de consulter Aide:Wikification.
Si vous pensez que ces points ont été résolus, vous pouvez retirer ce bandeau et améliorer la mise en forme d'un autre article.
Kanneti Sae Han, né en 1993, est un speedcubeur franco-thaïlandais. Il a été champion de France au Rubik's cube 3x3x3 pendant 3 années de suite. En 2013, il arrête les compétitions, avant de reprendre en 2023.

## Palmarès
Sur les 45 compétitions auxquelles il a participé, il remportera 82 médailles d'or, 49 médailles d'argent, et 31 médailles de bronze.

### Rubik's Cube 3x3x3 classique
En 2009, à sa première participation au championnat de France, il termine 2ème derrière Édouard Chambon, avec seulement 0.22 secondes d'écart. Puis en 2010, il remporte pour la première fois le championnat de France. Il conservera ce titre pendant 3 ans, jusqu'en 2012. En 2013, il est détrôné par Alexandre Carlier.

### Rubik's Cube à une main
De 2010 à 2013, il restera champion de France pendant 4 ans, avec une avance sur le vice-champion, allant de 2 à 4 secondes,,,.

## Record
Le 17 décembre 2011, il bat le record du monde de Rubik's Cube dans la catégorie Fewest Moves, l'épreuve consiste à résoudre un seul cube, en minimisant le nombre de mouvements, en une heure.
En 2010, il bat le record européen au 3x3x3 à une main, avec une moyenne de 17,24 secondes. Il se fera battre par Cornelius Dieckmann et Mats Valk 3 mois plus tard. Il réussira à reprendre ce record, avec une moyenne de 16,64 secondes.
Durant ses 5 années de carrière en tant que speedcubeur, il a battu 76 records nationaux. Dont 8 records au 3x3x3 classique, et 11 records au 3x3x3 à une main.

## Apparition au cinéma
Il joue dans le film Lucy de Luc Besson. Il apparaît dans la scène de conférence où Morgan Freeman parle de l'intelligence humaine.